# Элка
Элка — покинутый аул в Итум-Калинском районе Чеченской Республики.

## География
Расположен на правом берегу реки Дзумсэхк, у южного склона хребта Басхой, к северо-востоку от районного центра Итум-Кали.
Ближайшие населённые пункты и развалины бывших аулов: на северо-западе — бывший аул Тумарка, на северо-востоке — бывший  аул Башлага и село Саной, на юге —  бывшие аулы Кештерой и Исмаилкалой, на юго-западе — бывший аул Данкалой.